# Подберезна
Подберезна (рос. Подберезная) — присілок в Красноборському районі Архангельської області Російської Федерації. Населення становить 46 осіб. Входить до складу муніципального утворення Алексєєвське сільське поселення.

## Історія
Від 2004 року входить до складу муніципального утворення Алексєєвське сільське поселення.

## Населення
| 2002 | 2010 |
| ---- | ---- |
| 41   | ↗46  |